# Matti Vanhanen
Matti Taneli Vanhanen (Jyväskylä, 4 de noviembre de 1955) es un político finlandés del Partido del Centro y ministro de finanzas de Finlandia desde 2020. Fue presidente del parlamento de Finlandia de 2019 a 2020, y primer ministro de Finlandia desde el 24 de junio de 2003 hasta el 22 de junio de 2010.

## Biografía
Vanhanen está divorciado de Merja Vanhanen, reside con sus hijos, Annastiina y Juhana, en Nurmijärvi.

## Trayectoria
Con anterioridad, Vanhanen había desempeñado el cargo del ministro de defensa en el Gobierno de Jäätteenmäki. Vanhanen es licenciado en Ciencias Políticas. Antes de su carrera como diputado en el parlamento finlandés, Vanhanen había sido director de un periódico en la ciudad de Vantaa.
Vanhanen fue candidato en las elecciones presidenciales de Finlandia de 2006, quedando en tercer lugar. En julio de 2006 asumió la Presidencia rotatoria de la Unión Europea.
El candidato del Partido del Centro para el presidente en las elecciones de 2018 será Matti Vanhanen.